# ドラゴンクエストモンスターズ ジョーカー3
『ドラゴンクエストモンスターズ ジョーカー3』（DRAGON QUEST MONSTERS Joker3）は、スクウェア・エニックスより2016年3月24日に発売されたニンテンドー3DS用ゲームソフト。2017年2月9日に発売された『ドラゴンクエストモンスターズ ジョーカー3 プロフェッショナル』（DRAGON QUEST MONSTERS Joker3 PROFESSIONAL）についても説明する。

## 概要
ゲーム中に登場するモンスターを育成するRPGである『ドラゴンクエストモンスターズ』シリーズの第6作。ドラゴンクエストモンスターズジョーカーシリーズとしては『ドラゴンクエストモンスターズ ジョーカー2』以来、約6年ぶりの完全新作となる。
これまでのシリーズと同じくモンスターをスカウトし、そのスカウトしたモンスターたちを配合をすることにより新たなモンスターを生み出しストーリーを進めて行く。
フィールドでは「リアクター」という道具を用い、隠された物を探索しながら冒険をすることができる。日本での初週販売本数は36.8万本。
2016年3月9日より特別体験版を配信。静寂の草原を冒険することができ、クリアすると製品版で誰でも使用できるプレゼントコードを入手可能になる。

### 開発
プロデューサーの犬塚太一は『ファミ通』のインタビューで、事実上の前作（『ドラゴンクエストモンスターズ2 イルとルカの不思議なふしぎな鍵』）に続く作品の開発の選択肢として『イルルカ』のプロフェッショナル版、『キャラバンハート』のリメイクも検討したが「そろそろジョーカーだろう」という意見で満場一致となり本作の開発が決まったと回答している。
また、SF的方向に傾倒したことについても、内川毅（その後、『ドラゴンクエストXI 過ぎ去りし時を求めて』のディレクターを担当）とプロットを作ったときに、キャッチーな物語にしようとした、そこに『ジョーカー』らしさを加え作品を仕上げようとした。
SFテイストが受け入れられるかわからないままダメ元で堀井雄二に提案したら『おもしろい』と回答されそのまま開発が進んだと答えている。

## ストーリー
物語の舞台は数々の大地が連なったような見た目をした「ブレイクワールド」。マ素の影響によって凶暴化したモンスター「ブレイクモンスター」の侵略によって、人間はめっきり数を減らしていた。
そんな中、召使いロボットのサンチョと共に楽園で暮らしていた主人公が、飛来してきたリアクターを拾うと、そこに謎の少女・レナーテが現れる。サンチョはレナーテを主人公から遠ざけようとするが、彼女にあっけなく撃退され、主人公はサンチョが作り出した偽りの楽園から解放される。
レナーテは主人公に謎めいた発言を残して姿を消し、主人公は彼女に言われるがまま静寂の草原へと向かい、原住民のノチョーラ族との出会いを経てモンスターマスターとなり、失われた記憶を取り戻す旅に出る。

## 登場人物
★マークのキャラクターはプロフェッショナル版で追加されたことを示す。

### 主要人物
主人公
本作の主人公。サンチョやモンスター達と共に楽園で暮らしていたが、楽園に飛来したリアクターを拾った事がきっかけとなり本来の自身を取り戻すための旅に出る事になる。
旅の中でリアクターを通して過去の記憶に触れる事になる。その姿はレジスタンスのメンバー・アンセスに酷似しており、作中で何度も彼と呼ばれる。
その正体はアンセスの実弟であり、魂だけが彼を模したエイリアスに宿った存在で本来の体は秘密基地に封印されていた。
マザー・レナーテ
楽園から目覚めた主人公を冒険に導く緑髪の少女。彼女の名前は主人公が垣間見た過去の記憶から判明する。かつてはアンセスと共に行動していた事がうかがえる。
黒鉄の監獄塔までは装置に記録されていた会話ログデータという形での登場に留まっていたが、秘密基地で再会して以降は主人公と行動を共にするようになる。
その正体は汚染されたマザーから切り離された機能中枢。切り離されて記憶を失っていたところを主人公が救った。
ルキヤ
レジスタンスのリーダーである小柄な老婆。移動にはカプセルのような球体を使用している。ブレイクモンスター作成装置の破壊の為、黒鉄の監獄塔に潜入している。
作成装置の破壊をダークマスターに阻止されてしまうが、移動用のカプセルを暴走させることによって装置諸共自爆した。
死んだと思われていたが、全てが終わり静叔の草原に戻ってきた主人公に通信を入れてくる。
ダークマスター
人間を狩る者を自称する黒い鎧のモンスターマスター。多数のブレイクモンスターを従え、主人公の前に立ちはだかる。
黒鉄の監獄塔でルキヤの自爆に巻き込まれたが、イッタブルを盾に生存していた。
その正体は「最後のバトルGP」優勝者であるアンセスを越えるべくして作られた存在。主人公を知っているのもアンセスの情報を持つ故だった。
最強の魔物2体が倒された際、自身の敗北を認めぬまま死亡する。だがその魂までは消えず、スターピースに宿る事で復活してしまう。
ダースガルマ
復活したダークマスターが変貌した魔物。
最初は機械然とした外見だが、爪が生えるバージョンα・竜の体が飛び出し生物然とした見た目に変わるバージョンβへと変形する事ができる。
ダグジャガルマ
主人公に倒されたダースガルマがさらに変貌した最終形態。本作の裏ボス。
ダースガルマの際は尾であった部分が上半身を構成しており、頭は尻尾に変貌している。
結局、誰が生み出した存在であるのかに関しては不明のままだった。

### 静寂の草原
ノチョーラ
主に静叔の草原で暮らす生物。爬虫類の頭に短い腕と長い脚が付いたような見た目をしているが、魔物ではなくれっきとした純生物である。
好奇心旺盛で人懐っこいが、一方で臆病な面も多く見られる。また一部を除き、語尾に「～ちょ」と付くのが特徴。
ボーショック討伐後は部族全員が崩落都市に拠点を移すことになる。
その正体はマザーの暴走の影響で「神獣の里」から一斉に姿を消した神獣達であった。
ノチョリン
ボーショックの魔の手から逃れた青いノチョーラ。すばしっこいのが取り柄。
自身が手なずけられなかった魔物を簡単に手なずけた主人公をモンスターマスターと確信し、主人公に仲間の救助を依頼した。
ノチョーラが崩壊都市に移転した後は、スカウトQの出題担当になる。
プロフェッショナル版では主人公のパートナーとして同行。移動中はモンスターのスカウトやアイテムの入手、ストーリーのスキップを担当し、戦闘でも援護してくれる。
その正体は知恵の王・JOKERを構成する一体・キングスペーディオ。しかし分裂の影響で心が壊れてしまった為ラー機能ですら元に戻る事が出来なかった。
ジャック
キングの執事を務める黒いノチョーラ。角がカールしており、左眼にモノクルを着けている。
ノチョーラが崩壊都市に移転した後は、ランク毎に10体の魔物を揃えた際にそのランクの魔物の情報を提供してくれる。
その正体はJOKERを構成する一体・グラブソンジャック。
クイーン
キングの妻である紫色のノチョーラ。帽子や扇子で洒落た見た目をしている。
ノチョーラが崩壊都市に移転した後は、特定のアイテムを持っていくとアクセサリーの作成に必要な素材を提供してくれる。
その正体はJOKERを構成する一体・クインガルハート。
エース
ヘルメットを被った水色のノチョーラ。語尾に「だぜ」と付けるのが特徴。
機械の扱いに長け、大方の機械関連に関しては彼一人でどうにかなってしまう。
ノチョーラが崩壊都市に移転した後は、崩壊都市に残された配合マシーンを整備し、配合を担当するようになる。
配合に関しても彼の知識は如何なく発揮されており、特定の条件を満たすと凶モンスターまで生み出してしまう程。
その正体はJOKERを構成する一体・ディアノーグエース。
キング
ノチョーラ族を纏める王。他のノチョーラの数倍はあると思われる巨大な体躯が特徴だが、その為に自分ではほとんど動く事が出来ない。
初登場時はボーショックに捕まっていた。実は密かにちいさなメダルを集めている。
正体は大魔王マデュラージャ。
★大魔王マデュラージャ
DQMJ3Pの裏ボスに当たる存在。一人称は「我輩」。かつて神獣達と争いを繰り返していたが、ブレイクワールドのマザーの暴走に巻き込まれ、神獣達と同様にノチョーラに変化し、自身はキングと呼ばれるようになった。主人公のリアクターのラー機能によって元の姿に戻り、世界中に配下の魔物をけしかけ、自身は魔王城の最深部で待ち構え、アロマの魂を無理やり操って強力なモンスターを作らせる。
戦いの後、JOKERとJESTERに説得され、マザーの暴走で悪い心が少し壊れていたこともあって魔界の門を閉じないことを条件に休戦協定を結んだ。追加シナリオクリア後は一日一回再戦でき、六日目からは進化の秘法を使い、魔界神マデュラーシャとなる。
サンチョ
主人公が囚われていた楽園で、彼の世話係をしていたロボット魔物。その実は主人公の監視役であり、偽りの楽園を生み出していた存在。
リアクターの飛来に危惧し、現れたレナーテの前で真の姿を現すもメインシステムを破壊されて機能停止した。本編では主人公と戦う機会は無い。
完全クリア後に登場するイベントバトル第5戦ではアロマ2号が使用し、これに勝利することで仲間にできる。また、受付ロビーには同じ容姿をした「ヨンチョ」が登場する。
プロフェッショナル版でとある条件を満たすとレナーテに破壊された個体を修理することができ、通常形態の「サンチョゼロ」として仲間にできる。
大食王ボーショック
静寂の草原を任されていた、ダークマスター四天王の一人。
ブレイク化したMサイズのオークだが、外見の変化は左目が紅く変色しているのみに留まり、全ブレイクモンスターの中で最も外見変化が小さい。
キングを始めとした多数のノチョーラ族を人質に取っていた。
終盤ガルビルスの力によって復活し、超Gサイズとなって相対する事になる。

### 崩落都市
ガードマスター
人間の存在が確認できなくなってしまった崩落都市のセンタービル30階のコントロールセンターを守備していた魔物。種族はキラーマシン2。
謎の地震の原因を調査する為にビルを登ってきた主人公とエースを迎撃する。
★マダム・デオドラ
「ジョーカー1」からの客演。「ジョーカー1」のアロマの母親。キングに代わってちいさなメダルを集めてくれる。
★セブンス
「ジョーカー2」からの客演。飛行船の船長。かつてはジャミラスを素手で撃退したことがある。ジャックに代わってランク毎に10体の魔物を揃えた際にそのランクの魔物の情報を提供してくれる。
★ホーガン
「ジョーカー2」からの客演。飛行船の整備士。エースに代わってモンスターの配合を担当する。
★ピスカ
「ジョーカー2」からの客演。バトルGPのコンパニオン。クイーンの役割を引き継ぎ、特定のアイテムを持っていくとアクセサリーの作成に必要な素材を提供してくれる。
★キストーラ
「ジョーカー2」からの客演。女性マスター。ノチョーラ族に代わってアクセサリーの制作・強化を担当する。
★ルボロー
「ジョーカー2」からの客演。モンスターのルーツを研究している考古学者。古文書の上下巻を持っていくと対応するモンスターと引き換えてくれる。

### 歓楽の霊道
強奪王ブンドルド
歓楽の霊道を任されていた、ダークマスター四天王の一人。ブレイク化したMサイズのワイトキング。
何故かアンデッドガーデンの最深部に引きこもっており、支配を受けていた魔物からも「臆病者」と揶揄されていた。
終盤ガルビルスの力によって復活し、超Gサイズとなって相対する事になる。
チョーマッハ
サングラスをかけた赤いノチョーラ。頬に傷があり、語尾に「っシュ」と付けるのが特徴。
崩落都市に帰還した後は、アンデッドガーデンで入手した情報を参考にグレートライダーズカップを主催するようになる。

### 凍骨の氷原
トードー
ポーラパークの西側を統括する魔物。種族はトドマン。
ポーラパークの東側を統括していたシルバーの死後、その後継者となったイエタスに因縁をつけられてしまう。
イエタス
ポーラパークの東側を統括する魔物。種族はイエティ。
シルバーの跡を継いで後継者となったが、何故かトードーに対して因縁を付けており、ポーラパークの東西を巨大な氷の壁で封鎖してしまう。
かつてはそのような様子は見せなかったらしく、唐突にシルバーの跡を継いだ事もあり東側の魔物にも疑念を持つ者も少なくない。
実はアーザムークが化けた偽物であり、本物のイエタスは氷漬けにされて死亡していた。
シルバー
かつてポーラパークの東側を統括していた魔物。種族はシルバーデビル。
既に死んだものと思われていたが、実際は棺桶の中で生存していた。
狡猾王アーザムーク
凍骨の氷原を任されていた、ダークマスター四天王の一人。ブレイク化したMサイズのヘルコンダクター。
イエタスを殺して自身が成り代わりシルバーを暗殺（実際は生存している）しリアクターを強奪、トードーに預けられたリアクターの片割れを狙いこれも奪い取り、完成したリアクターで最終兵器と思われた「希望」を探り出すが、これによって得られた情報が「凍骨の氷原に緑を広げる方法」であった為激昂。自ら「滑稽王ではないか」と嘆く事になる。
終盤ガルビルスの力によって復活し、超Gサイズとなって相対する事になる。

### 黒鉄の監獄塔
魔物の親子
アロイパークで暮らす魔物の親子。種族はスパイクヘッド。主人公がアロイパークを訪れた際は息子が生贄となる予定であったが、主人公が代わりに生贄となり監獄塔に潜入する事になる。その際に母親が潜入する為の着ぐるみを作ってくれる。
拷問王イッタブル
黒鉄の監獄塔を任されていた、ダークマスター四天王の一人。ブレイク化したMサイズのゴーレム。「～である」といった軍人口調が特徴。
定期的にアロイパークの住民を生贄として要求していた。
主人公に敗北後、ダークマスターによってルキヤ（もといアロマ）の自爆に対する盾にされた。
終盤、ガルビルスの力によって復活し、超Gサイズとなって相対する事になる。

### 焦熱の火山
バーディ
かつてアンセスの相棒だった魔物。種族はサイレス。
現在は焦熱の火山の麓・マグマパークで暮らしている。凶暴そうな見た目に反して陽気な性格で、言動も英語交じりでハイテンションだが、アンセスと出会った当初は厳つい感じだったらしい。
主人公が真実を知りプロメテウスを撃破した後は、彼の本体を守るべくレジスタンス秘密基地に残る事を決めた。
クリア後のイベントバトルではレナーテに率いられて戦う事になる。その際何故か超Gサイズまで巨大化している。
デスバーン
レジスタンスの秘密基地にたどり着いた主人公を襲撃してきた魔物。ブレイク化したメカバーン（凶メカバーン）。
終盤ガルビルスの力によって復活、超Gサイズとなって相対する事になる。その際プロメテウスがライドしている。
プロメテウス
秘密基地の最深部で、自身の真実を知った主人公の前に現れたダークマスターに引き連れられた魔物。ブレイク化したギガンテス（凶ギガンテス）。
終盤ガルビルスの力によって復活し、デスバーンにライドした状態で相対する事になる。また、復活前と違い饒舌になっている。

### コア
カシャロット
ダークマスターが持つ最強の魔物の一角。ブレイク化したぬしさま（凶ぬしさま）だが、Mサイズに縮小している。
アパデマク
ダークマスターが持つ最強の魔物の一角。ブレイク化したレオン・ビュブロ（凶レオン・ビュブロ）だが、Mサイズに縮小している。
ガルビルス
カルマッソの「悪意」がマ素として残り、長き時を経た事により形を得た存在。
言動もカルマッソそのものだが、あくまでも「カルマッソを継ぐ存在」である別個体。外見はガルマッゾよりもさらにおぞましく、巨大芋虫の様に変容している。
マザーに寄生して暴走させ、ブレイクワールドの支配を目論んだ。
ガルマザード
一度は倒されたガルビルスがマザーと完全融合・変容した存在。奇妙な見た目だったガルビルスとは違い、浮遊体に人型が付いたような見た目をしている。
自らを「神」とし、一人称も「僕」から「我」になったが、内面は全く変化していない。

### ポイントゼロ
アロマ・ゲブズリン
ブレイクワールドの平和を取り戻した主人公の前に現れた少女。前作と同様に下の名前で呼ばれることを嫌う。
かつてはルキヤの弟子として活動していたが、ルキヤの死後は仲間たちの混乱を防止すべく、彼女を模したエイリアスに魂だけ宿らせ影武者を演じていた。
マザーを安定させる為にコアと一体化したレナーテを救う手立てを伝える為、本来の姿に戻り主人公に協力を要請する。
プロフェッショナル版ではジョーカー1、2のアロマの魂も登場。マデュラージャに操られている。
アロマ2号
全てを終わらせた後開放されたセンタービル地下2階にいる存在。
旅立ったアロマが自身の記憶や性格、容姿など全てのデータを残したコピーであり、イベントバトル及び勝ち抜きバトルの受付を担当する他、イベントバトル第5戦では彼女自身がマスターとして戦う事になる。
産星神
スターピース作成の為の媒体である星のかけらを持つ異空間に存在する3体の強力なモンスター。外見は亜種だが、サイズは全て超Gとなっている。
空の神ホアカリ
メタルゴッデスの亜種。命であるスターピースを失ってもいずれ復活できる為なのか、人間とは生死に関する価値観が違う。
陸の神ヤチホコ
キングリザードの亜種。何よりも力を重んじている武人肌な性格。
海の神ワダツミ
ポセイドンの亜種。人間を非常に嫌っており、面と向かって「ゲス人間」呼ばわりしてくる。

### 神獣の里
★ティコ
ジョーカー2Pからの客演。ピピッ島から時空を超えてやって来たピピット族。神獣の里の危機を主人公達に伝えに来た。
★ククリ
ジョーカー2Pからの客演。ティコと同じくピピット族。ティコをライバル視している。
★少年レオソード
ジョーカー2Pからの客演。闘神レオソードの少年時代の姿。時空を超えた形でククリに呼ばれ、神獣探しを手伝う事になる。
★JESTER
「力の王」と呼ばれる神獣であり、JOKERの兄に当たる。
かつてのマザーの暴走により神獣の里から姿を消してしまい、さらに皇帝ウィンディオ・女帝フレイシャ・戦帝アックル・義帝ガオガイヤの4体に分離した上でノチョーラ化し、ブレイクワールド中に散ってしまった。
JOKERと合体するとWORLDとなるが、一瞬しか合体を維持することができない。

### その他の人物
アンセス
かつてのレジスタンスのメンバーであり、最後のバトルGPの優勝者。とある出来事で死亡している。主人公は彼に酷似している。
記憶から主人公の過去の姿だと思われていたが、その正体は主人公の実兄であり、エイリアス体である主人公の体のオリジナルでもある。
イベントバトル第4戦では彼のデータを残したコピーがマスターとして登場し、戦うことができる。プロフェッショナル版ではマスターとして登場しないため、戦うことができなくなった。
テレジア
ブレイクワールドに点在するモノリスを通じて行く事が出来る、バーチャルコロシアムを管理するAI。マザーであるレナーテを気遣う様子も見せる。
カルマッソ
本編では名前だけ登場。かつて世界を魔界に変えようとしたものの、1の主人公と神獣（キングスペーディオ）の手で倒され、その野望は挫かれていた。しかし、その悪意は残されたマ素に残り、長い時をかけてガルビルスとして顕現する事となる。
ガルマッゾ自体は特定の4体の魔物の配合で生み出す事が可能である。

## 世界観
★マークの地名はプロフェッショナル版で追加されたことを示す。
静寂の草原
ウッドパークではノチョーラ族が平和に暮らしていたが、大食らいの要塞に住むボーショックによって支配されている。
崩落都市
近代的な街並みの都市だが、人が住んでおらず廃墟になっており、道路があちこち陥没している。中心部にあるセンタービルには様々な施設がある。
歓楽の霊道
ネオンで装飾された墓が立ち並び、ゾンビ系のモンスター達が住む薄気味悪い墓地。北にあるアンデッドガーデンはレジスタンスの秘密基地としても使われていた。
凍骨の氷原
ポーラパークでは魔物達が西と東に分かれて対立している。墜落した鉄の箱舟ではある研究が行われていた。
黒鉄の監獄塔
アロイパークの住民を捕らえるため、イッタブルが支配している塔。ブレイクモンスター作成装置がある。
焦熱の火山
レジスタンスの秘密基地がある火山。山頂にはコアへ行くための転送装置がある。
コア
ブレイクワールドの中枢核。ブレイク化したモンスターの巣窟となっている。
ポイントゼロ
マ素を浄化する研究が進められていた施設。産星神の元に繋がる時空の裂け目がある。
★神獣界
神獣達が住む世界。これまでのエリアよりも広く、巨大なモンスターが多数生息している。
★魔界
魔王軍の本拠地。奥には魔王城が存在するが、結界に覆われている。

## システム
パーティ編成
おおよそは『モンスターズ2』のシステムを踏襲しており、最大4体のモンスターでひとつのパーティを編成する。Sサイズ（1マス）・Mサイズ（2マス）・Gサイズ（3マス）超Gサイズ（4マス）に大きさが分かれる。
ライドシステム
モンスターの上に乗ってフィールドを移動する要素が追加されており、本作に登場する全てのモンスターにライドできる。プレイヤーがモンスターを操作するのは初となる。最初は陸上しか移動できないが、ストーリーを進めることにより対応したモンスターに乗っていると水中に深く潜ったり、空を滑空できるようになる。ただしGサイズ以上のモンスターに関しては地上では行動する事ができず、終盤にある条件を満たすと大空を飛行することが可能になる。
モンスターにライドしている時にAボタンを押すと攻撃を出す事が出来る。主人公に気付いていない敵シンボルに当てると怯ませて確実に先制出来るようになるが、Sサイズのモンスターの攻撃はMサイズ以上の敵シンボルには効かない。
Mサイズのモンスターは移動速度が遅いものの、Sサイズの敵シンボルがこちらとの強さの差に関わらず逃げていくようになる。
主人公がライドしているモンスターと同じ種類の敵シンボルに気付かれた場合、ハートマークを出しながら近寄ってくる。
中盤条件を満たすと戦闘中もライド可能になる。ライドしたモンスターは能力が上昇し、「ライドインパクト」と呼ばれる必殺技が使用可能になる。ただし使用後はテンションが最低値まで下がり、全能力が大幅に低下するリスクが存在する。
また、ライドしたモンスターが倒されると主人公が落下し1ターンの間攻撃と棄権以外のコマンドが使用できなくなる。
なお、ライド追加の影響か本作ではメニューから直接預かり所に繋ぐ事が可能であり、また戦闘中にHPが0になった魔物も戦闘終了後にHP1で復活する。
他にライドシステムを活用した要素として罠やモンスターをかわしてゴールへと向かう「マスターズロード」や、スライムを奪い合う「グレートライダーズカップ」が存在する。
ペイント配合
配合は両親と同じ種族も作れるようになり、カラーフォンデュを使ってモンスターの色を変える「ペイント配合」やクリア後は両親の+値が100以上の組み合わせだとSSランク相当の強さの子供が生まれ、親と特性を入れ替えられる「超生配合」ができるようになった。前作の新生配合と違い、どのモンスターも超Gサイズにできたり、元のサイズより小さくすることもできるが、特性にはコスト値が割り振られており、サイズごとに決まった総コストを超える特性の組み合わせにはできない。
その他
登場モンスターはジョーカーシリーズ最大の500種類以上。ただし、前作の803種類と比べると大幅に減少しており、モンスターの種類も「X」で登場したモンスターを中心に大幅に整理されている。
また、ライドのモーションとの兼ね合いか一系統の色違い（例：スライム、スライムベス、メタルスライムなど）が非常に多く、色違いでないモンスター間のモーション流用も多い。
本編をクリアした後は前作からモンスターの引継ぎが可能だが、本作に登場しないモンスターは「タマゴロン」または「ワンダーエッグ」に、登場しないスキルは別のスキルに変換される。
モンスターの新たな系統として「ブレイク系」が登場。通常のモンスターがマ素による汚染で邪悪化した姿で、片目が赤く、マ素で形成された黒や紫の外殻や結晶のような物を纏っているのが特徴。名前には「凶スライム」など凶の文字が付く。通常のモンスターより高い能力を持つが、汚染が精神にも及んでいる影響でスカウトを受け付けない性質を持つ。
前作にも存在していた「ふしぎなカギ」システムを踏襲した「ディスクシステム」が採用されている。
基本的には前作同様のシステムだが、ディスクを使用するにはエネルギーを消費し、前作とは違いディスクをすれ違い通信で配信ができない。更にディスクを作成する際に使用した称号は、作成元のディスクが残っている限りは別のディスク作成用に利用できない。

## ドラゴンクエストモンスターズ ジョーカー3 プロフェッショナル
新モンスターや新マップ・新シナリオ等が追加されているマイナーチェンジ版。本作は三部作続いたジョーカーシリーズの完結編となり、歴代ジョーカーシリーズからのキャラクターも登場する。

### 主な追加・変更点
- 新マップ「神獣界」「魔界」が追加。
- 新モンスターが追加され、登場モンスター数は700以上になった。
- 2017年4月5日にはダイの大冒険とコラボし、ダイ大とのコラボイベントとモンスターが追加された。
- ライドシステムが大きく変更され、全てのモンスターで陸、空、海を移動できるようになる。また、Gサイズ以上のモンスターに乗った時でも移動、攻撃ができるようになった[14]。Gサイズ以上のモンスターにライドしてMサイズ以下のシンボルを攻撃すると戦闘に入らずとも倒すことが出来る（経験値はライド中のモンスターにのみ入る）。
- クリア後のストーリーが追加。また、ストーリーを快適に進めるよう、特定の物語までショートカットできるようになった。今作で追加されたストーリーはスキップできない。
- 対戦バトルでの倍速戦闘が可能になった。
- 移動速度のアップ。
- 配合に超生配合・改が登場。レベルの上限値が最大120まで上昇し、より強力なモンスターを誕生させることができるようになった。また、習得できるスキルも1つ増える。
- リアクターにドローン機能が追加。遠く離れたアイテムの入手や、モンスターを驚かせたりすることができる。
- ノチョリンがパートナーとして加わり、アイテムを拾って来てくれたり、モンスターをスカウトして来てくれたり、主人公のモンスターにライドして共に戦ってくれるようになる。
- ライド合体の追加。戦闘中に主人公とノチョリンが乗っている2体のモンスターを一体の強力なモンスターに合体することができる。また、合体中にのみ使用できる特技、特性も存在する。
- スピードロードの追加。神獣界に存在する施設で、小型モンスターにライドして敵をかわしながら決められたコースを走り抜け、ゴールを目指す。水晶を取ると得点が加算され、ゴール時に景品と交換できるが、得点を持ち越すことはできない。